# Agustín Moreno (futbolista)
Agustín Moreno Verduzco (Ciudad Guzmán, Jalisco, 5 de enero de 1939-2 de junio de 2024) fue un futbolista mexicano que jugaba en la posición de mediocampista. Jugó para el Club Deportivo Guadalajara y fue parte del Campeonísimo.

## Biografía
Inició jugando en las infantiles del equipo Ford de Ciudad Guzmán, fue convocado varias veces a la Selección Jalisco juvenil y a los 17 años viajó a Toluca para probarse con el Deportivo Toluca. A su regreso a Guadalajara se enroló en las Reservas del Guadalajara.
Debuta como internacional ante el Uda Duckla de Checoslovaquia y fue seleccionado nacional amateur. Fue prestado una temporada al Club Deportivo Irapuato, y a su regreso fue probado como medio, entrando como sustitución de Pancho Flores quien había sufrido una lesión.
Fue parte fundamental del sexto, séptimo y octavo título del Club Deportivo Guadalajara, en las temporadas 1958-59, 1963-64 y 1964-65. También fue seleccionado nacional para participar representando a México en el Primer Campeonato Norte, Centroamericano y del Caribe. A finales de marzo de 1963 disputó tres partidos internacionales con la selección mexicana en el marco de la Copa de Naciones de la CONCACAF 1963. En los tres partidos de la ronda preliminar contra Antillas Holandesas (1-2), Jamaica (8-0) y Costa Rica (0-0), Moreno jugó los 90 minutos completos.
A su retiro fue titular y director del máximo organismo rector del deporte en Jalisco el Consejo Estatal para el Fomento Deportivo (CODE).

## Clubes
| Club              | País   | Año       |
| ----------------- | ------ | --------- |
| Guadalajara       | México | 1958-1966 |
| Irapuato (cesión) | México | 1961-1962 |
| Oro               | México | 1966-1970 |
| Jalisco           | México | 1970-1971 |

## Palmarés

### Títulos regionales
| Título                   | Equipo      | País   | Año  |
| ------------------------ | ----------- | ------ | ---- |
| Copa de Oro de Occidente | Guadalajara | México | 1960 |

### Títulos nacionales
| Título               | Equipo      | País   | Año     |
| -------------------- | ----------- | ------ | ------- |
| Primera División     | Guadalajara | México | 1958-59 |
| Campeón de Campeones | Guadalajara | México | 1958-59 |
| Primera División     | Guadalajara | México | 1959-60 |
| Campeón de Campeones | Guadalajara | México | 1959-60 |
| Primera División     | Guadalajara | México | 1960-61 |
| Campeón de Campeones | Guadalajara | México | 1960-61 |
| Primera División     | Guadalajara | México | 1961-62 |
| Copa México          | Guadalajara | México | 1962-63 |
| Primera División     | Guadalajara | México | 1963-64 |
| Campeón de Campeones | Guadalajara | México | 1963-64 |
| Primera División     | Guadalajara | México | 1964-65 |
| Campeón de Campeones | Guadalajara | México | 1964-65 |